# Jiří Payne
Jiří Payne, né le 7 juillet 1956 à Prague, est un homme politique tchèque. Membre du Parti des citoyens libres, il est député européen de 2017 à 2019.